# 마니우스 아킬리우스 글라브리오 (91년 집정관)
마니우스 아킬리우스 글라브리오 (Manius Acilius Glabrio)는 로마 제국의 원로원 의원으로, 장차 로마 황제가 되는 트라야누스의 동료로서 서기 91년에 직권집정관직을 수행했다. 도미티아누스에 반하는 음모를 꾸몄다는 주장을 근거로 도미티아누스 황제 집권기에 처형된 원로원 의원 중 한 명이었지만, 그는 동시대 사람들에게 그의 강인함으로 잘 알려졌다. 도미티아누스는 집정관직 수행 중이던 글라브리오를 커다란 사자를 죽이라고 유베날리아 축제 기간 자신의 알바니 사유지로 불러들였다. 글라브리오는 사자를 죽였을 뿐만 아니라, 상처 없이 이 일을 마쳤다. 사자에게 승리를 거둔 후, 글라브리오는 도미티아누스에게 관직에서 쫓겨나, 유배 중에 처형당한다.

## 가족
글라브리오는 기원전 3세기에 처음으로 언급된 플레브스 가문인 아킬리아 씨족에 속하며, 기원전 191년에 마니우스 아킬리우스 글라브리오를 시작으로, 수 많은 집정관들을 조상들이라 주장할 수 있다. 자신의 아들이 사망했을 때 그 노인은 여전히 살아있었다며, 유베날리스가 그 존재를 언급한 글라브리오의 아버지는 네로 시기의 보조집정관이었을 것으로 추정된다.
그의 아내는 현존하는 명각인 《CIL》 VI, 6333에서 알려진 인물인 ‘아리아 L.f. 플라리아 베라 프리스킬라’라고 여겨지고 있다. 이들 사이에는 124년에 직권집정관이었던 마니우스 아킬리우스 글라브리오라는 아들이 있었다.

## 기독교인 가능성
수에토니우스에 따르면, 도미티아누스는 글라브리오를 포함한 몇몇 원로원 의원들과 전직 집정관들을 "변화의 주동자"라는 거짓된 명목 (quasi molitores rerum novarum)으로서, 제국에 반했다는 음모를 꾸몄다는 혐의로 사형에 처하게 했다고 한다. 에우세비우스는 "고귀하고 훌륭한 자들"에 대한 이 추방을 언급하지, 도미티아누스가 왜 그런 명령을 내렸는지는 언급하지 않고, 추방당한 이들의 이름도 언급하지 않는다. 서기 95년의 처형에 대해서 언급한 이오아네스 크시필리노스는 황가의 일원 몇 명과 저명 인사들이 부적절한 신앙으로 사형을 선고받았다고 말한다. 이후에 몇몇 작가들은 아킬리우스 글라브리오의 불경한 혐의를 그가 기독교인에 속한다는 증거로 해석한 반면에, 다른 이들은 그가 유대교로 개종했을 수 있다는 것이 더 높다고 보기도 한다.
글라브리오가 이른 시기의 기독교 개종자였다는 전설은 1888년에 프리스킬라 카타콤 인근에서 아킬리우스 글라브리오 일족 (Acilii Glabriones)의 무덤이 발견되면서 사실로 받아들여졌다. 이 일족을 언급하고 있는 비문이 이 마니우스 아킬리우스 글라브리오와 그의 아내 프리스킬라보다는 세대에 걸쳐 사용된 것으로 새겨졌음에도, 이 당시에 여러 전문가들은 기독교인 이야기의 분명한 증거로서 이 고고학적 발견물을 열렬히 인용했다. 1931년에 Styger가 이 아킬리우스 석제 비문이 프리스킬라 카타콤에 속해있다는 것은 부적절하고, 4세기 이후 San Silvester 바실리카 건설로 부숴진 무덤의 일부라는 것을 나타낼 수 있었다. 반 세기 뒤에, F. Tolotti는 그가 그 비문이 원래 있었던 매장 장소를 확인하며, Styger의 해석을 입증할 수 있었다.

## 같이 보기
- 프리스킬라 카타콤